# Illuminatus!
Illuminatus! är en roman av Robert Anton Wilson och Robert Shea som sträcker sig över flera genrer, inklusive fantasy, politisk satir, detektivroman och science fiction. Den utgavs ursprungligen som en trilogi, The Eye in the Pyramid, The Golden Apple och Leviathan.  Böckerna skrevs mellan 1969 och 1971 och publicerades till en början var för sig, med början 1975.  Sedan 1984 utges de som en samlingsvolym. Den svenska utgåvan ges ut som samlingsvolym av Vertigo förlag i översättning av Peter Ebeling och Pelle Lindhe, utgivning 2020.

## Handling
Någon har sprängt en bomb som blåst ut tidskriften Confrontations redaktion. Detektiverna Saul Goodman och Barney Muldoon är först på platsen och får en låda med mystiska PM rörande en mystisk organisation kallad Illuminati i händerna. De börjar läsa och inser snabbt att det är något stort på spåren. Samtidigt förbereder sig Hagbard Celine för en stor aktion i samband med Valborgsmässonattsrocken på Woodstock Europe i Ingolstadt i Bayern, födelsestad för Illuminatis grundare. Från sin gyllene ubåt Leif Eriksson leder han kampen mot antagonisterna: Illuminati. Och hur var det egentligen? Hade Adam Weishaupt tagit George Washingtons plats? Och vilka är det som upplyser folk med gräs, ledda av den gamle bankrånaren John Dillinger? Kanske bäst att lägga sig ner på golvet och ta det lugnt, medan medvetandet själv får visa hur det är konstruerat. Boken växlar perspektiv och kastar sig mellan första och tredje person, hoppar i handlingen och tidslinjen. Historien är en salig blandning av ren fiktion, referenser till verkliga händelser samt verkliga och/eller inbillade konspirationsteorier och många röda trådar som beskriver den märkliga kampen mellan discordianer och illuminater. Eller är det så att allt bara försiggår i din egen hjärna? Det kanske till och med är så att du drömmer?

## Influenser
Trilogin populariserade flera begrepp. Ordet "grokka", ursprungligen från Robert A. Heinleins roman Främling på egen planet används i Illuminatus! i betydelsen "förstå". Även ordet fnord hämtat från religionen/skämtet Discordianism för att beskriva ord läsaren inte förstår, men som skapar en allmän känsla av panik.  Andra discordianska inslag i boken består av att talet 23 återkommer på alla möjliga sätt i texten för att förvirra läsaren. Syftet var enligt Wilson att tittarna och läsarna skulle känna igen talet 23 men inte riktigt koppla ihop var de  sett det förut och därmed försättas i ett tillstånd av hälsosamt tvivel. Författaren William S. Burroughs kallade konceptet för 23 enigma och var enligt Wilson först med att använda det. Konceptet har sedan spridit sig bland andra författare – särskilt i Hollywood – där man började lägga in talet 23 i filmer, böcker och artiklar.   
Den tyska dokumentären 23 handlar om Karl Koch, en hacker som gick under aliaset Hagbard Celine och i verkligheten blev besatt av siffran 23 efter att ha läst Illuminatus! Koch påstås ha varit medlem i hackergruppen Chaos Computer Club som på sin hemsida säger att de tagit namnet från Illuminatus! och discordianismen (som kretsar kring dyrkan av kaos). Historien om Koch beskrivs även i boken The Cuckoo's Egg av Clifford Stoll. 
Bandet The KLF hämtade också mycket inspiration från Illuminatus!. 
I TV-serien Breaking Bad tar en jurist sig alter-egot Saul Goodman, en referens till en av Illuminatus! huvudkaraktärer.[källa behövs]
Konceptet med hundintelligenser från Sirius som sänder telepatiska meddelanden, något som emellanåt kan höras inom vissa delar av New Age- och UFO-miljön, presenterades första gången i Illuminatus!